# Stenomicra argentata
Stenomicra argentata är en tvåvingeart som beskrevs av Curtis W. Sabrosky 1965. Stenomicra argentata ingår i släktet Stenomicra och familjen savflugor. Inga underarter finns listade i Catalogue of Life.